# Leaf (band)
Leaf was een Nederlandse band uit Utrecht. De band scoorde begin oktober 2007 een hit met het nummer Wonderwoman.
Leaf werd in september 2005 opgericht door enkele studenten van de Rockacademie in Tilburg. De groep speelde akoestische popliedjes en was op deze manier succesvol bij de Popronde 2006 en de Telegraaf Talentenjacht in het voorjaar van 2007, die de groep won.
In eigen beheer verscheen het album Life's a Beach, dat goed werd ontvangen. Op 16 november 2007 verscheen de vernieuwde versie van Life's a Beach nadat Leaf een platencontract wist binnen te halen. Als voorloper werd het nummer Wonderwoman (vaak Why's my Life so Boring genoemd) uitgebracht, waarmee Leaf in oktober 2007 een top 10-hit scoorde in de Nederlandse Top 40. Dit nummer verwierf extra bekendheid doordat het veelvuldig werd gebruikt in het cabaretprogramma Koefnoen. Omdat Wonderwoman in 2007 de vaakst gedraaide single op radiozender 3FM was, werd deze in 2008 bekroond met de Schaal van Rigter. In 2008 volgden nog twee singles van het album: New Song en Motherfucker.
De band bestond uit zangeres Annemarie Brohm, zanger en gitarist Tinus Konijnenburg, gitarist Ocker Gevaerts, bassist Joni Scholten en cajon- en djembe-speler Jeroen Blumers. Bij live-optredens werd de band bijgestaan door toetsenist Stan Coppers.
Op 12 januari 2009 maakte de band bekend per direct uit elkaar te gaan vanwege onderlinge meningsverschillen.
Op 12 juli 2010 zei Annemarie Brohm in het radioprogramma van Giel Beelen dat de band nog steeds ruzie had en geen contact had, waarop Giel haar uitdaagde om een van de bandleden te bellen en het goed te maken. Hier ging zij niet op in.

## Discografie

### Albums
| Album met eventuele hitnotering(en) in de Nederlandse Album Top 100 | Datum van verschijnen | Datum van binnenkomst | Hoogste positie | Aantal weken | Opmerkingen |
| ------------------------------------------------------------------- | --------------------- | --------------------- | --------------- | ------------ | ----------- |
| Life's a Beach                                                      | 19-11-2007            | 24-11-2007            | 19              | 40           |             |

### Singles
| Single met eventuele hitnotering(en) in de Nederlandse Top 40 | Datum van verschijnen | Datum van binnenkomst | Hoogste positie | Aantal weken | Opmerkingen |
| ------------------------------------------------------------- | --------------------- | --------------------- | --------------- | ------------ | ----------- |
| Wonderwoman                                                   | 27-08-2007            | 06-10-2007            | 8               | 17           |             |
| New song                                                      | 2008                  | 23-02-2008            | 26              | 7            |             |
| Motherfucker                                                  | 2008                  | 14-06-2008            | tip4            | -            |             |